# Forsthub (Obertaufkirchen)
Forsthub ist ein Gemeindeteil der Gemeinde Obertaufkirchen im oberbayerischen Landkreis Mühldorf am Inn.

## Lage
Die Einöde Forsthub liegt 450 m südöstlich des Ornauer Bachs, der die südliche und östliche Begrenzung des Gattergebirges bildet und über die Goldach zur Isen fließt.
Die nächstgelegenen größeren Städte sind im Osten die Kreisstadt Mühldorf am Inn rund 22 km entfernt, im Westen Dorfen 13 km und Landshut 47 km entfernt sowie im Süden die Landeshauptstadt München mit einer Entfernung von 60 km.

## Name
Der Name ‚die Forsthub‘ stammt wohl von mittelhochdeutsch vorst ‚Forst‘ und mittelhochdeutsch huobe ‚Stück Land von einer bestimmten Größe‘ (in der Größe einer Hube) und beschreibt den Wohnsitz von jemandem, der einen Wald von einer bestimmten Größe besaß. Die Forsthub bezeichnet sowohl die Hofstelle, das Eigentumsrecht und die Nutzungsrechte an der Allmende, die einem Mitglied der bäuerlichen Gemeinde (‚dem Forsthuber‘) zustanden, als auch die von ihm bewirtschaftete Fläche (siehe auch Hubengut).

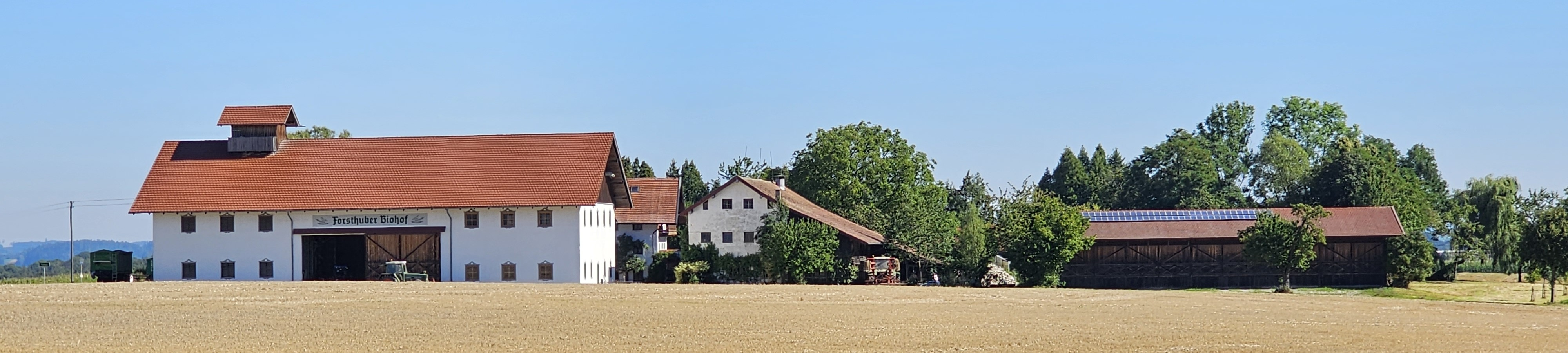
Forsthuber Biohof

## Baudenkmäler

Hofkapelle, Forsthub

Die Hofkapelle, Forsthub 1, ist ein	kleiner offener Frackdachbau mit bemaltem Giebeltondo, wohl aus der zweiten Hälfte des 19. Jahrhunderts mit Ausstattung. Sie ist als eines von 26 Baudenkmälern in die Liste der Baudenkmäler in Obertaufkirchen eingetragen.